# 武夷蒲儿根
武夷蒲儿根（学名：Sinosenecio wuyiensis），又名武夷华豨莶，为菊科蒲儿根属的植物，为中国的特有植物。分布在中国大陆的江西、福建等地，生长于海拔1,200米至2,300米的地区，多生长于山顶草甸岩壁上，目前尚未由人工引种栽培。